# إيجل برينا لوند
إيجل برينا لوند (بالفرنسية: Egil Brenna Lund)‏ (و. 1903 – 1949 م) هو لاعب كرة قدم نرويجي، ولد في فريدريكستاد، مركز لعبه هو مُدَافِع، توفي عن عمر يناهز 46 عاماً.

## روابط خارجية
- إيجل برينا لوند على موقع اتحاد النرويج (النرويجية)
- إيجل برينا لوند على موقع قاعدة بيانات كرة القدم.إي يو (الإنجليزية)
- إيجل برينا لوند على موقع عالم كرة القدم.نت (الإنجليزية)